# Hollywood Records
Hollywood Records, Inc. là một hãng đĩa thu âm trực thuộc tập đoàn Disney - Disney Music Group, Hoa Kỳ.
Thành lập năm 1989, hãng hiện quản lý một số nghệ sĩ như Demi Lovato, Zendaya, Breaking Benjamin, Sabrina Carpenter, Olivia Holt, Sofia Carson, Forever in Your Mind, New Hope Club, Joywave. Hollywood Records cũng phát hành các album nhạc phim của Marvel Studios cũng như liên kết với Marvel Music. 